# Автомобільний податок
Автомобі́льний пода́ток — визначений законодавством обов'язковий платіж з фізичних і юридичних осіб — власників транспортних засобів для відшкодування державних витрат, пов'язаних з утриманням доріг та гарантуванням безпеки руху транспортних засобів.

## Автомобільний податок в Україні
В Україні автомобільний податок має назву збір за першу реєстрацію транспортного засобу, сплачується перед проведенням першої реєстрації в Україні транспортних засобів.

## Утримання доріг в Україні
На дорожнє будівництво і утримання доріг спрямовують кошти збору за першу реєстрацію транспортного засобу, ввізні мита на транспортні засоби, шини, нафтопродукти. Для цих цілей у складі Державного бюджету України створюється Державний дорожній фонд. Головним розпорядником бюджетних коштів Державного дорожнього фонду України є Державне агентство автомобільних доріг України.